# Peltacanthina albolineata
Peltacanthina albolineata är en tvåvingeart som först beskrevs av Macquart 1851.  Peltacanthina albolineata ingår i släktet Peltacanthina och familjen bredmunsflugor.
Artens utbredningsområde är Senegal. Inga underarter finns listade i Catalogue of Life.